# Antonio María de Oriol
Antonio María de Oriol Urquijo (Guecho, Vizcaya, 15 de septiembre de 1913-Madrid, 22 de marzo de 1996) fue un abogado y político tradicionalista español que ejerció numerosos cargos públicos durante el franquismo y la transición. 

## Biografía
Hijo de José Luis Oriol y Catalina de Urquijo y Vitórica, fue miembro de una influyente familia financiero-industrial. Entre sus hermanos se encontraba el empresario José María Oriol. Estudió Derecho en la Universidad Central de Madrid (UCM), donde posteriormente obtuvo su doctorado. En sus años de estudiante se integró en la Agrupación Escolar Tradicionalista.

### Trayectoria
Durante la Guerra Civil, combatió en el bando sublevado y alcanzó el grado de capitán de requetés. Tras el fin de la contienda, desarrolló una importante carrera política en el régimen, desempeñando, entre otros, los cargos de presidente de Cruz Roja Española, ministro de Justicia (1965-1973), miembro del Consejo del Reino y presidente del Consejo de Estado (1973-1979). Durante su mandato en el Ministerio de Justicia fue aprobada la Ley de peligrosidad y rehabilitación social (1970), utilizada para la persecución de homosexuales y otros colectivos.
Hasta su disolución en 1977 fue también miembro del Consejo Nacional del Movimiento. Según el historiador y exdirigente del Partido Carlista José Carlos Clemente, estuvo implicado en la llamada Operación Reconquista previa a los Sucesos de Montejurra.
En pleno proceso de la Transición, el 11 de diciembre de 1976 fue secuestrado por un comando terrorista de los GRAPO, que amenazaron con matarle si el Gobierno de Adolfo Suárez no se plegaba a sus exigencias. Poco después, el 24 de enero, también fue secuestrado el teniente general Emilio Villaescusa, que fue confinado junto a Oriol en un piso. El 11 de febrero de 1977 ambos fueron liberados sanos y salvos en una operación del Cuerpo General de Policía.
Asimismo, fue vocal de los consejos de administración de Patentes Talgo, Hidroeléctrica Española (hoy Iberdrola), Valca y otras empresas.